# Lacinipolia stenotis
Lacinipolia stenotis là một loài bướm đêm trong họ Noctuidae.